# Hovocubo

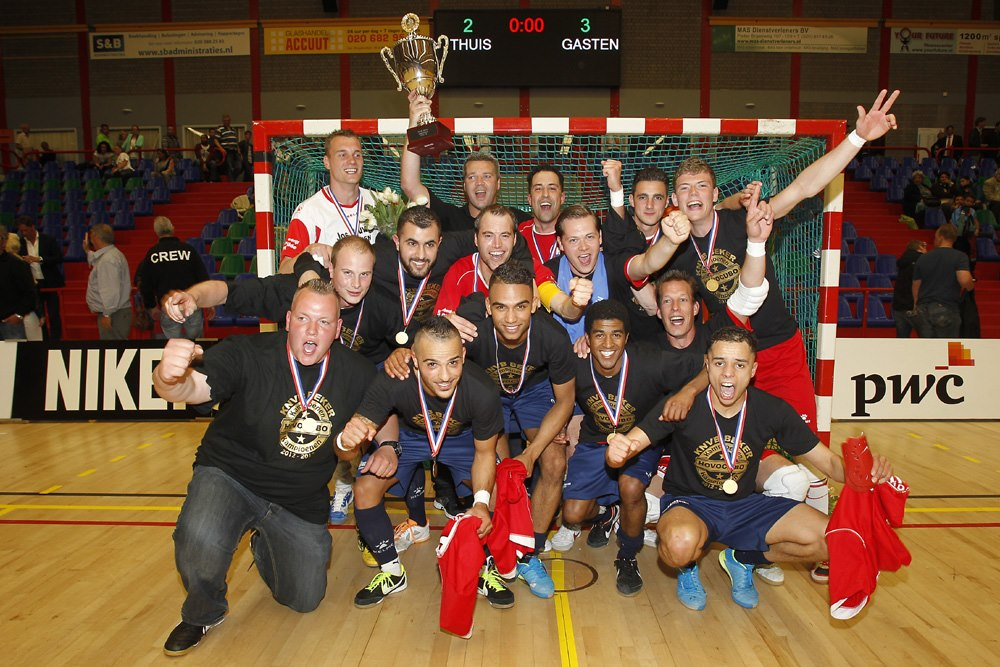
Hovocubo, winnaar KNVB beker 2012-2013

Hovocubo is een Hoornse zaalvoetbalvereniging, opgericht op 6 mei 1966 als HOornsche VOlleybal Club Uit Balorigheid Opgericht. In het seizoen 2023/24 spelen het eerste mannen- en vrouwenteam beide op het hoogste niveau, respectievelijk in de Eredivisie en Eredivisie Vrouwen Zaalvoetbal.

## Geschiedenis
Toen een aantal spelers van HSV Sport (volleybalvereniging) zich niet meer in het beleid kon vinden, richtten zij een eigen vereniging op, Hovocubo. Aanvankelijk was dit een volleybalvereniging, maar later werd Hovocubo een zaalvoetbalvereniging. In de eerste vier jaren speelde Hovocubo niet in Hoorn, omdat daar geen geschikte zaal was, maar werd er in Den Helder gespeeld. In 1970 werd er een geschikte sporthal in Hoorn gebouwd.

## Teams

### Eerste mannenteam
Hovocubo behaalde in 1967 de finale van het Kampioenschap van Nederland. Deze wedstrijd werd verloren. In 1969 haalde Hovocubo de finale weer, ook nu werd er verloren. In 1972 werd de finale gewonnen, wat in 1976 en in 1982 herhaald werd. Ook in 2014, 2018, 2019 en 2022 werd de nationale titel behaald.
In 1982 won Hovocubo naast het landskampioenschap ook de KNVB beker, en de Benelux Beker, deze laatste bestond uit twee wedstrijden welke beide met 5-2 werden gewonnen van het Belgische Rebbels Boorsem.

#### Prestaties
Landskampioen: 1972, 1976, 1982, 2014, 2018, 2019 en 2022.
Winnaar KNVB beker: 1982, 2013 en 2018
Winnaar  Supercup: 2014 en 2018
Winnaar Benelux Beker: 1982
Winnaar na-competitie west 1: 1976, 1977, 1978, 1981 en 1982
Winnaar west 1 Beker: 1977, 1978, 1979, 1980 en 1984
Winnaar Noord-Holland Beker: 1977, 1978, 1979, 1982, 1983 en 1984
Winnaar West-Friesland Beker: 1971, 1976, 1978, 1979, 1981, 1982, 1983 en 1984
Kampioen in lopende competitie: 1968, 1969, 1971, 1972, 1976, 1977, 1978, 1981, 1982 1988, 2008 en 2014

### Eerste vrouwenteam
Van 2015/16-2018/19 speelde dit team op het hoogste niveau in de Eredivisie Vrouwen Zaalvoetbal waaruit het zich voor het seizoen 2019/20 vrijwillig terugtrok. In het seizoen 2023/24 komt het team opnieuw in deze divisie uit.